# Henry Lawson

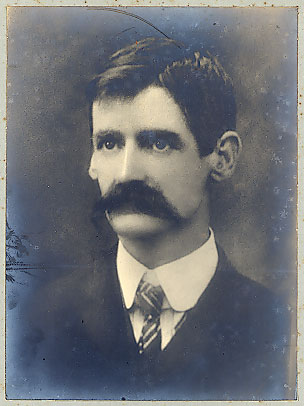
Henry Lawson, ca. 1902

Henry Archibald Lawson (* 17. Juni 1867 in einem Ort auf den Goldfeldern von Grenfell, New South Wales; † 2. September 1922 in Sydney) war ein australischer Schriftsteller.

## Leben
Lawson war der Sohn eines norwegischen Matrosen, der nach Australien eingewandert war, um Gold zu suchen. Seine Mutter Louisa Lawson war eine prominente Vorkämpferin für das Frauenwahlrecht und Besitzerin und Herausgeberin des Journals The Dawn.
Lawson erkrankte im Alter von sieben Jahren an einer Ohrenentzündung, die zu starker Schwerhörigkeit führte. Im Alter von 14 Jahren war er schließlich komplett taub. Die meisten seiner Werke behandeln das Leben im australischen Busch. Dort im Outback verbrachte er seine Jugend und versuchte sich in den verschiedensten Berufen.
Lawson veröffentlichte seine Gedichte und Kurzgeschichten u. a. in den eher progressiven Zeitschriften The Bulletin (Sydney) und Boomerang (Brisbane).
Der alkoholkranke Schriftsteller, der oft auf den Straßen Sydneys bettelte, wurde zu einer bekannten australischen Persönlichkeit.
Im September 1922 starb Lawson im Alter von 55 Jahren in Sydney. Er wurde mit einem Staatsbegräbnis geehrt.

## Werke
- A Child in the Dark, and a Foreign Father, Erzählung
- Children of the bush, 1902
- In the days when the world was wide, Gedichtsammlung
- Joe Wilson and His Mates, 1901 (Sammlung von Erzählungen)
- On the Track, 1900 (Sammlung von Erzählungen)
- Over the Sliprails, 1900
- Short stories in prose and verse, 1894
- St. Peter, (Gedicht)
- Verses, Popular and Humorous, 1900
- When I was king, 1905
- While the Billy Boils, 1896, (Sammlung von Erzählungen, u. a. mit The Drover’s Wife)

Werkausgaben
- Henry Lawson: Der Mann, der vergaß ... und andere Storys. Balladine Publishing, Hamburg 2016, ISBN 978-3-945035-39-9.

## Ehrungen

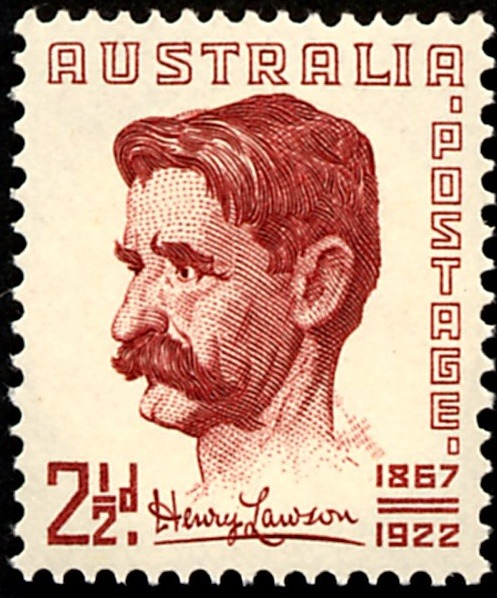
Briefmarke (1949)

- Am 17. Juni 1949 gab die australische Post eine Briefmarke zu Ehren von Henry Lawson zu 2½ d heraus.